# Prix de design allemand
Le Prix officiel de design de la République fédérale d’Allemagne (Offizielle Designpreis der Bundesrepublik Deutschland), plus couramment appelé Prix de design allemand (Deutscher Designpreis), est une distinction allemande attribuée par le Conseil du design (Rat für Formgebung) et le ministère fédéral de l’Économie et de la Technologie dans le domaine du design.
Les entreprises en compétition ne se portent pas candidates elles-mêmes, mais sont sélectionnées par le ministère. Une particularité est que les participants ne remportent pas d’argent, mais doivent au contraire financer le Conseil : deux cent dix euros pour une participation, deux mille neuf cents pour les gagnants.

## Sources
- (de) Tobias Timm, « Der Preis, den man zahlen muss », Süddeutsche Zeitung, 6 juillet 2006.